# Acronicta iria
Acronicta iria là một loài bướm đêm trong họ Noctuidae.